# Вавилин, Денис Владимирович
Дени́с Влади́мирович Вави́лин (4 июля 1982, Куйбышев, СССР) — российский футболист, вратарь.

## Биография
Воспитанник ШВСМ Самары. В основном составе «Крыльев Советов» в высшем дивизионе первый матч сыграл 13 октября 2001 года против московского «Спартака». В 2000 году играл за вторую команду клуба во втором дивизионе, с 2001 по 2006 год провёл 142 матча за дублирующий состав «Крыльев» в первенстве дублёров. В период с 2007 по 2009 год выступал за новотроицкую «Носту». В январе 2010 года мог пополнить состав «Ростова», но клуб решил от него отказаться.
В феврале того же года перешёл в «КАМАЗ». 15 декабря 2011 года вернулся в «Крылья Советов», подписав с клубом трехлетний контракт. 27 сентября 2012 года Вавилин сыграл за основной состав в матче 1/16 Кубка России 2012/13 против оренбургского «Газовика». Матч закончился победой «Крыльев» 4:2, один мяч Вавилину забил с пенальти Сергей Будылин. Второй матч в Премьер-лиге провёл 11 лет спустя, 2 декабря 2012 года — пропустил два мяча в домашнем матче с «Ростовом».
В июне 2016 года Вавилин подписал однолетний контракт с красноярским «Енисеем». В ноябре 2016 года, после первого круга первенства ФНЛ, контракт Вавилина с «Енисеем» был расторгнут по обоюдному согласию. В январе 2017 года перешёл в «Тамбов», летом 2019 года перешёл в «Томь», за которую играл в течение полутора лет, сыграв 38 матчей и пропустив в них 40 мячей (13 матчей отыграл «на ноль»).
В составе сборной России до 16 лет играл на чемпионате Европы 1999 года в Чехии.